# Cités Caritas
Pour les articles homonymes, voir ACSC.
 (mai 2023).
Si vous disposez d'ouvrages ou d'articles de référence ou si vous connaissez des sites web de qualité traitant du thème abordé ici, merci de compléter l'article en donnant les références utiles à sa vérifiabilité et en les liant à la section « Notes et références ».
Créée le 10 mai 1989 à l'initiative du Secours Catholique-Caritas France, Cités Caritas (anciennement Association des Cités du Secours Catholique) est une association loi de 1901 à but non lucratif.
Depuis plus de 30 ans, Cités Caritas agit pour l'inclusion des personnes en situation de précarité, d'exclusion ou de handicap.
Ses activités sont : l'accompagnement médico-social, l'hébergement social, l'hébergement des demandeurs d'asile, de réfugiés et de personnes en situation de handicap, l'accompagnement au logement, logement adapté, travail adapté, mise en activité par l'insertion professionnelle, accueil du jeune enfant, formation professionnelle.
Implantée sur le territoire national, Cités Caritas développe ses actions afin d'apporter des réponses aux nouveaux besoins sociaux.

## Les statuts
- Association des Cités du Secours Catholique, association régie par la Loi du 1er juillet 1901 – art. 5 constituée le 1er juin 1989.
- Enregistrée à la Préfecture de Paris le 1er juin 1989 et parue au Journal officiel le 26 mai 1989 sous le no 89/1964.
- Siège social : 72, rue Orfila, 75020 Paris

## Les missions de Cités Caritas

### Hébergement
L'accueil, l'hébergement et l'accompagnement vers l'insertion sociale sont les activités historiques de l'association. Cités Caritas s'inscrit dans l'orientation vers le logement d'abord et impulse des évolutions de ses modalités d'accompagnement en diffus.
Elle développe par ailleurs des structures du dispositif national d'accueil en faveur des demandeurs d'asile et réfugiés (DNA), répondant à une volonté d'accueillir ce public.
Elle a aussi été conduite à gérer, au gré de son histoire, des dispositifs d'accueil de la petite enfance ainsi qu'un centre maternel.
L'association s'attache désormais à proposer des solutions pour l'accueil de femmes victimes de violences.

### Logement
Cités Caritas est fortement mobilisée dans le déploiement du logement accompagné ou adapté. L'association gère des résidences accueil et des pensions de famille, deux résidences à destination de publics spécifiques (étudiants et jeunes actifs), ainsi qu'une maison d'accueil hospitalière.
Elle accompagne des personnes dans leur parcours de soins dans plusieurs dispositifs d'appartements de coordination thérapeutique (ACT).
Elle complète son activité d'accompagnement au logement par des mesures d'accompagnement vers et dans le logement (AVDL), d'accompagnement social lié au logement (ASLL) et d'intermédiation locative (IML).
Cités Caritas propose aussi à des bailleurs sociaux des prestations préventives d'accompagnement de leurs locataires.

### Handicap
Cités Caritas gère plusieurs établissements destinés à l'accueil et à l'accompagnement de personnes adultes en situation de handicap dans des activités d'insertion par le travail, d'hébergement ou d'accompagnement au domicile.
L'association s'est engagée, depuis 2021, dans le développement d'habitats inclusifs.
- Cité Jean Rodhain (18): Foyer occupationnel pour adultes handicapés déficients mentaux
- Cité Jacques Descamps (92): Foyer d’accueil pour adultes handicapés autistes
- Cité de Pescheray (77): ESAT, SAESAT, SAVS, Foyer d'hébergement, Foyer d'hébergement en semi-autonomie
- Atelier d'Aubervilliers (93): Entreprise adaptée
- Les Fourneaux de Marthe et Matthieu (92) : ESAT Traiteur
- SAMSAH Cités Caritas 92 (92) : service d'accompagnement médico-social pour adultes handicapés

### Petite enfance
Les projets de nos activités d'accueil du jeune enfant font sens dans l'ouverture aux ménages des plus modestes et aux enfants porteurs d'un handicap.
L'association compte cinq crèches, situées à Paris et Toulouse.

### Insertion par l'activité économique
Dans son projet associatif 2020-2025, Cités Caritas identifie l'accès à l'activité comme essentiel à ses pratiques d'accompagnement. Reconnaissant chez tous des ressources et des talents, l'association s'est investie pour développer et soutenir des projets d'utilité sociale à caractère économique.
En 2021, elle a concrétisé cette orientation majeure par la création d'un pôle Économie solidaire et emploi qui a vocation à composer avec tous les instruments qui font de l'Économie sociale et solidaire un terreau unique d'innovations au service de besoins non ou mal couverts.

## Histoire
L’Association des Cités du Secours Catholique est une association loi 1901 créée en 1989 à l’initiative du Secours Catholique, dont la mission est d’accueillir et héberger, loger et accompagner plus de 19 000 personnes par an, en situation d’exclusion sociale et/ou de handicap, sur le chemin de l’insertion et de l’autonomie.
L’Association compte plus de 1 000 salariés et 225 bénévoles. Elle gère un budget d'exploitation de 91 M€.
Rassemblés autour des valeurs de confiance, d'engagement et de fraternité, les acteurs de l'association contribuent à bâtir :
- une société confiante, qui écoute toutes les voix, reconnaît chez tous des savoirs, donne une véritable place à la société civile et à ses organisations dans les processus démocratiques qu'elle anime au service du bien commun ;
- une société engagée qui défend des droits humains universels, favorise une économie juste, soutient le partage équitable des richesses et, consciente de la crise écologique et sociale, agit pour un monde solidaire et durable ;
- une société fraternelle qui offre une place digne à chacun, reçoit la différence comme une richesse, respecte les convictions personnelles et spirituelles de tous tout en garantissant les liens nécessaires à sa cohésion sociale.

### Jean Rodhain, Fondateur des Cités du Secours Catholique
Né le 29 janvier 1900, Jean Rodhain était un prêtre catholique français, le premier Secrétaire général du Secours Catholique. Ayant pour projet de « Rendre au monde son âme : une âme de charité », il instaure une pédagogie révolutionnaire à l’époque : faire passer la charité non pas par des dons et un assistanat des personnes nécessiteuses, mais par un accompagnement réel vers la réinsertion sociale et le relogement.
C’est dans cette optique qu’il ouvrira, en 1954, les deux premières Cités : l’une à Montreuil-sous-Bois, la Cité Myriam, qui hébergera les Nord-Africains, l’autre à Paris, qui deviendra la Cité Notre-Dame, destinée à accueillir les sans-abris. Au fil des ans, d’autres Cités virent le jour, répondant à des besoins sociaux spécifiques.

## Chiffres
En 2021, Cités Caritas a accompagné 19 486 personnes.
- 4 458 personnes hébergées en urgence ;
- 966 personnes en hébergement spécifique demandeurs d'asile ;
- 590 personnes logées en résidences sociales ;
- 5 654 personnes accompagnées en logement ;
- 1 903 personnes en maison d'accueil hospitalière ;
- 314 personnes en situation de handicap :
  - 143 personnes en situation de handicap en activité professionnelle,
  - 171 personnes en situation de handicap logées.

Insertion et emploi :
- 157 personnes en insertion dans l'emploi ;
- 5 187 personnes formées.

Enfance :
- 257 enfants accueillis en crèche

Bénévoles :
- 225 bénévoles